# Hartwig Bertrams
Pas d'image ? Cliquez ici
Hartwig Bertrams est un pilote automobile allemand.

## Biographie
Hartwig Bertrams commence sa carrière dans les années 1960 sur des Alfa Romeo. De 1972 à 1975, il participe au Championnat d'Europe des voitures de tourisme. Lors des deux premières années, il concourt sur Alfa Romeo Giulia GTA 1300 Junior. Il pilote en 1974, une Porsche 911 Carrera RSR avec Gijs van Lennep, s'imposant notamment dans la catégorie GT à Zandvoort. En 1975, sur une BMW 3.0 CSL, il participe uniquement aux 6 Heures du Nürburgring, qu'il termine à la troisième place.
En 1974, dans la Deutsche Automobil Rundstrecken Meisterschaft, il remporte sa première victoire au classement général. Il pilote également en DRM, ancêtre du DTM. Il termine 13e en 1974 sur Porsche 911 Carrera RSR, et à nouveau 13e en 1976 sur Porsche 934.
De 1974 à 1976, il participe au championnat d'Europe GT avec une Porsche 911 Carrera RSR, puis une Porsche 934 à partir de 1976. En 1975, il remporte le titre européen, ce qui sera le plus grand succès de sa carrière, avec pour copilote, l'ancien pilote de Formule 1, Reine Wisell.
Il participe également au championnat du monde des voitures de sport. En 1974, avec des écuries privées, il participe aux 1 000 kilomètres du Nürburgring, et roule également sur le Österreichring, et le Castellet. En 1975, avec pour équipiers Reine Wisell et Clemens Schickentanz, il termine à plusieurs reprises dans les dix premiers. En 1976, avec Gijs van Lennep, sur Porsche 934, il prend part à sa dernière course automobile, lors des 1 000 kilomètres du Nürburgring, qu'il termine à la cinquième place.
Durant sa carrière, il a participé à deux reprises aux 24 Heures du Mans. En 1975, lui et Clemens Schickentanz, il abandonne sur sa Porsche 911 Carrera RSR. En 1976, avec Heinz Martin et Egon Evertz, il termine neuvième de l'épreuve, et troisième de sa catégorie.